# Jacek Soroka
Jacek Adam Soroka – polski chemik, inżynier, doktor habilitowany nauk chemicznych.

## Życiorys
W 1972 ukończył studia chemiczne na Politechnice Szczecińskiej, w 1981 obronił pracę doktorską, w 1994 habilitował się. W 1995 uzyskał drugą habilitację na podstawie rozprawy zatytułowanej Fotochemia hemicyjanin N-aryloamoniowych.
Pracował na Zachodniopomorskim Uniwersytecie Technologicznym w Szczecinie i w Politechnice Szczecińskiej.
Jest prezesem Szczecińskiego Towarzystwa Naukowego.

## Odznaczenia
- Srebrny Krzyż Zasługi (2002)[3]